# Балдин, Иван Николаевич
Ива́н Никола́евич Ба́лдин (16 августа 1914, Кугалки, Вятская губерния — 1 ноября 2005, Пермь) — токарь Пермского машиностроительного завода им. Ф. Э. Дзержинского, Герой Социалистического Труда (1966).

## Биография
Родился 16 августа 1914 года в селе Кугалки (ныне — в Яранском районе Кировской области) в русской крестьянской семье. Рос без отца, погибшего в Первую мировую войну. В 1925 году окончил три класса сельской школы; с 1931 года работал в колхозе. С 1934 года — бригадир сельхозартели «Передовик». Избирался членом Кугольского сельского совета (1933—1936). В 1936—1938 годы служил в Красной армии на Дальнем Востоке.
С октября 1938 года работал учеником токаря, после окончания курсов мастеров социалистического труда — токарем-резьбовщиком на Заводе № 10 имени Ф. Э. Дзержинского (Пермский машиностроительный завод). В 1943 году принят в ВКП(б). Работал токарем-универсалом в цехе № 9; обучил профессии токаря более 20 человек. Указом Президиума Верховного Совета СССР от 28 июля 1966 года удостоен звания Героя Социалистического Труда.
С 1975 года — пенсионер союзного значения; продолжал работать на заводе.
Умер в Перми 1 ноября 2005 года; похоронен на Северном кладбище.

## Награды
- Герой Социалистического Труда (орден Ленина и медаль «Серп и Молот»; 28.7.1966) — за выдающиеся заслуги в выполнении плана 1959—1965 годов и создание новой техники
- медали[1].